# Sobrescobio
Sobrescobio (em castelhano) ou Sobrescobiu (em asturiano) é um concelho (município) da Espanha na província e Principado das Astúrias. Tem 69,43 km² de área e em 2019 tinha 811 habitantes (densidade: 11,7 hab./km²).

## Demografia
| Variação demográfica do município entre 1991 e 2004 | Variação demográfica do município entre 1991 e 2004 | Variação demográfica do município entre 1991 e 2004 | Variação demográfica do município entre 1991 e 2004 |
| --------------------------------------------------- | --------------------------------------------------- | --------------------------------------------------- | --------------------------------------------------- |
| 1991                                                | 1996                                                | 2001                                                | 2004                                                |
| 824                                                 | 769                                                 | 831                                                 | 873                                                 |